# هواوي أسيند ميت 7
موبايل هواوي أسيند ميت 7 هو فابلت يعمل بنظام أندرويد تم تطويره و إنتاجه من قِبل شركة هواوي الصينية العاملة في مجال الاتصالات، وتم إطلاق الموبايل في السوق في شهر أكتوبر عام 2014.